# Chiesa di Santa Maria a Ripalta
La chiesa di Santa Maria a Ripalta si trova a Pistoia.

## Storia e descrizione
L'edificio di culto è menzionato fin dall'XI secolo, posto lungo l'importante via che uscendo dalla città portava a Bologna e Modena, ma la parte più antica dell'edificio attuale risale alla metà del XII secolo. Il semplice impianto ad aula unica, con abside semicircolare, fu ampliato nel Trecento con la trasformazione della pianta in croce latina. Nel 1400 fu costruita la cappella per accogliere il celebre Crocifisso ligneo portato in processione durante la peste del 1399, oggi conservato in Sant'Andrea, attribuito a Giovanni Pisano.
Nel 1554 ospitò le monache dal convento di Montecatini Terme, che era stato distrutto nell'assalto delle truppe medicee.
All'interno, la grande Ascensione (1274), riscoperta nel catino absidale, attribuita a Manfredino di Alberto e altri brani di affresco nella navata destra, quali la Vergine con il Bambino di Antonio Vite e il Compianto sul Cristo morto. Il loggiato con tre archi a tutto sesto fu realizzato nel 1628. La parrocchia venne soppressa nel 1784 dal vescovo Scipione de' Ricci. La chiesa è stata recuperata con l'intervento di restauro (1981) che ha riguardato gli interni e gli esterni. Oggi è utilizzata dalla comunità russa ortodossa.

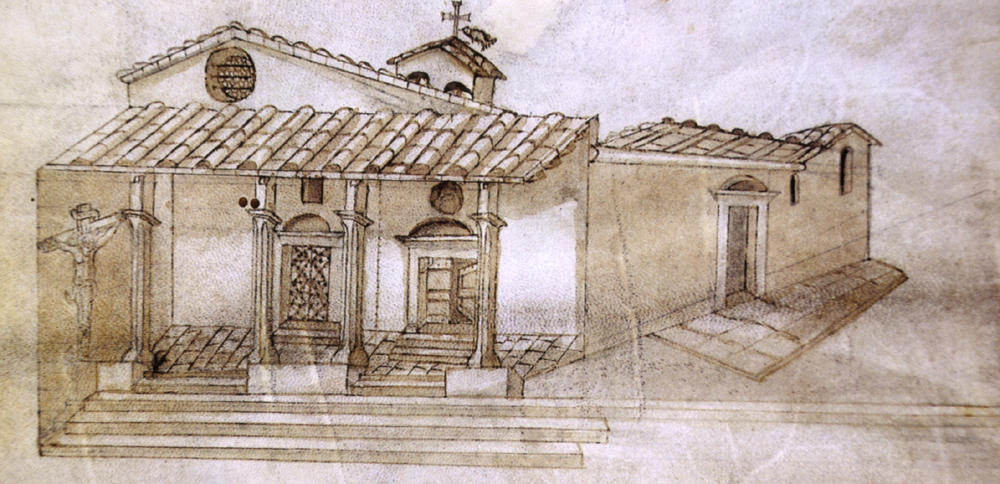
La chiesa in un disegno del 1582 (si noti il crocifisso miracoloso sotto la loggetta)
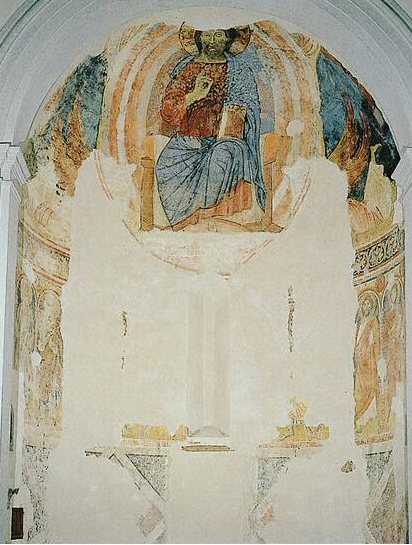
Ascensione di Manfredino d'Alberto